# Timiș (râu)
Timișul (în sârbă Тамиш, cu alfabetul latin: Tamiš, în germană Temesch, în maghiară Temes) este cel mai mare râu interior al Banatului, care își are izvoarele pe versanții estici ai Munților Semenic, în Județul Caraș-Severin. Râul se formează la confluența a trei brațe: Semenic, Grădiște și Brebu. Geografic, Timișul își adună apele cursului primar din zona de confluență a munților Țarcu și Retezat-Godeanu, de pe valea Teregova, mult în amonte de lacul de acumulare Rusca. Deci până la confluența cu firul de apă ce coboară de pe Semenic (lacul Trei Ape), râul Timiș mai parcurge câteva zeci de kilometri.
Depășind barajul de la Trei Ape, râul curge vijelios într-o albie îngustă orientată NV - SE. De la Teregova cursul Timișului ia direcția sud-nord, iar de la Caransebeș, datorită scăderii pantei, râul descrie meandre largi. Traversează tot județul Timiș, apoi trece în Serbia unde se varsă în Dunăre, la Pancevo. Pe o porțiune de 3,3 km râul marchează frontiera româno-sârbească.

## Etimologie
În Geografia lui Ptolemeu, numele antic al Timișului este Tίβιοϰоϛ πоταμόϛ*.
În perioada romană Timișul a fost numit Tibisis sau Tibiscus.
Timiș este un hidronim care provine din forma veche a limbii române, Timisis, din care ulterior a derivat forma maghiară Temes.

## Hărți
- Harta județului Timiș
- Harta Munții Poiana Rusca  Arhivat în 12 martie 2010, la Wayback Machine.
- Harta Munții Țarcu/Muntele Mic  Arhivat în 28 martie 2010, la Wayback Machine.
- Harta Județului Caraș-Severin